# Il pellegrino nell'Asia
Il pellegrino nell’Asia, cioè viaggi del Dottor Angelo Legrenzi, fisico, e chirurgo, cittadino veneto è un libro autobiografico scritto da Angelo Legrenzi nel corso dei suoi viaggi e pubblicato nel 1705 a Venezia da Domenico Valvasense; fu successivamente ristampato nel 1712.
La principale particolarità del libro è l’attenta ricostruzione delle tappe dei viaggi, e l’interesse culturale che Legrenzi ha nei confronti dei luoghi che visita; infatti, oltre all’attenzione per le materie attinenti alla sua professione, come biologia, botanica, zoologia, farmacologia, e la registrazione dei dati scientifici raccolti negli anni,  Legrenzi non manca nel fornire descrizioni storiche delle città visitate, di usi e costumi delle varie popolazioni che ha incontrato, riportando anche cenni storici, religiosi, culturali, forme di governo, potenzialità economiche e commerciali e la eventuale presenza di mercanti europei.
Il libro è diviso in due parti: la prima Con li ragguagli dello stato della santa città di Gierusalemme, Betlemme, Nazareth & altri luoghi santi e città maritime. Opera divisa in 32 pellegrinaggi parla dei viaggi fatti da Aleppo verso la Terra Santa, con in particolare la visita a Gerusalemme prima della Pasqua del 1674. La seconda parte invece, Con li ragguagli dello stato dell’imperio ottomano, il re di Persia, de Mogori, e Gentili loro legge, vita e costumi. Opera divisa in libri quattro, parla del viaggio verso l’India e del ritorno a Venezia.
Diversi elementi del testo danno ad intendere che la composizione sia stata piuttosto frettolosa, ricorrendo a materiali di varia origine, con alcuni errori nella presentazione delle informazioni e vari rinvii e rimandi nel testo, anche se l’opera è stata pubblicata 10 anni dopo il rientro dall’India e praticamente trent’anni dopo il primo dei viaggi.
Si presume che una delle ragioni sia stata l’arrivo delle informazioni portate da Manucci e da altri viaggiatori, che poteva togliere interesse al libro di Legrenzi e anche confutare alcune parti di racconto.

## Prima parte

### Proemio e arrivo ad Aleppo
Già nella dedica iniziale si può scorgere il giudizio che Legrenzi riserva alle popolazioni asiatiche, descritte fin dalla prima pagina con toni non molto accomodanti:
Legrenzi mostra fin da subito la sua valutazione delle popolazioni orientali, giudicandole sostanzialmente inferiori rispetto al quadro culturale europeo dell’epoca, in particolare per quanto riguarda le classi dirigenti.
Fin dal titolo, Il pellegrino nell’Asia Legrenzi mostra la forte influenza che ebbe su di lui la persona e l’opera di Pietro Della Valle e la fortuna di quel modello di opera all’epoca; già Il Pellegrino rimanda al soprannome del Della Valle. 
Il rapporto tra Legrenzi e Della Valle viene chiarito fin dal Proemio, quando Legrenzi rivendica la purezza della propria opera ammettendo la scarsità della propria scrittura; successivamente scrive che chiunque voglia leggere cose maggiormente nobili, deve leggere del pellegrinaggio di Pietro Della Valle.
Legrenzi racconta della partenza da Venezia, insieme alle navi del console veneziano per il Cairo d’Egitto, quelle di Antonio Santonini, prescelto per il Regno di Cipro, e altre navi destinate al Levante per riabilitare il commercio con l’Impero Ottomano.
Successivamente racconta il viaggio per mare con le varie tappe da fare per arrivare sulle coste libanesi; Zante, Creta, Rodi (dove menziona la storia del Colosso), Cipro, Tripoli di Soria, fino all'arrivo ad Alessandretta il 22 settembre, concludendo il viaggio in nave; là i passeggeri trovarono già all’arrivo una carovana pronta a portare il gruppo fino ad Aleppo, facendo pausa a Belen, paese che fungeva da snodo (Legrenzi la definisce Porta dell’Asia) tra Costantinopoli, Aleppo, Damasco, Babilonia e il Cairo.
Ogni luogo visitato durante il viaggio viene descritto alacremente dal Legrenzi, con particolare attenzione per il lato storico-culturale delle popolazioni.

### Aleppo
All’arrivo ad Aleppo la carovana trovò una delegazione di deputati di varie nazioni, tra cui il deputato francese e quello inglese; dopo i saluti di rito, la carovana entrò in città, con il popolo che venne a vedere l’ingresso rendendo addirittura difficoltoso il passaggio; ci vollero i giannizzeri per permettere l’accesso alla Casa Consolare, dove gli altri consoli scortarono Marco Bembo fino alla propria stanza d’udienza.
Dopo aver raccontato l’arrivo ad Aleppo, Legrenzi descrive la città di Aleppo, dove egli ha vissuto per molti anni, inquadrandola come città di commercio con tutte le nazioni d’Europa, Asia e Africa, senza pari in tutta la Turchia, vicina all’Arabia, a Damasco, Antiochia e al Mediterraneo, ed una delle migliori in cui ha soggiornato nell’Impero Ottomano. 
Dopo averne ripercorso tutta la storia, Legrenzi descrive prima le sue dimensioni e la disposizione delle case e dei palazzi, successivamente passa in rassegna i luoghi più importanti, come il serraglio dove sta il pascià e quello dove sta il Cadì, il giudice della città, e quello del doganiere e tesoriere del re. Infine parla del castello, al centro della città, dentro il quale è vietato l’ingresso ai cristiani, anche se Legrenzi racconta di esserci stato più volte negli anni per curare malati.

### Il pellegrinaggio fino a Gerusalemme
La maggior parte del libro riguarda il pellegrinaggio in Terra Santa per la Pasqua del 1674; Legrenzi, per arrivare a Gerusalemme, scelse di passare da Tripoli per essere più libero e distante dalle confusioni causate dai pellegrini sulla via principale, arrivando quindi a Tripoli (che descrive come una delle più antiche e nobili della Siria, centro mercantile importante con veneziani, inglesi, francesi e fiamminghi), dove soggiornò da Andrea Benedetti, console veneziano, che lo ospitò per due giorni, permettendogli di aspettare una carovana di passaggio per S. Giovanni d’Acri.
Fu così che Legrenzi conobbe il Marchese di Noientel, Charles Francois Olier, Ambasciatore di Francia a Costantinopoli, a capo di una carovana di nobili e mercanti diretti a Gerusalemme; Legrenzi si unì al gruppo nonostante la carovana non andasse diretta alla Città Santa ma passasse prima per i porti della Palestina a vedere la situazione di mercanti e pellegrini francesi.
Lasciata Tripoli Legrenzi scrive che ci sono due vie per arrivare a Gerusalemme: o per terra, una strada scoscesa e con frequenti scorrerie di briganti, o per mare, dovendo affidarsi ai marinai e ai venti, che fu anche la strada scelta dalla carovana del Legrenzi per arrivare a S.Giovanni d’Acri, dove andarono a rifugiarsi nell’ospizio dei Padri dell’Osservanza, luogo di ospitalità per tutti i pellegrini europei.
Da qua, visto che Legrenzi aveva paura di non riuscire ad arrivare in tempo per la Settimana Santa, decise di partire da solo passando da Nazareth per poi giungere a Gerusalemme.
Una volta giunto a Nazareth, chiese al Padre Guardiano delle guide per proseguire sulla strada, ma il Reverendo disse che fare quel viaggio era impossibile a causa dei molti briganti di quelle terre, convincendo Legrenzi a tornare a San Giovanni d’Acri. Una volta tornato all’ospizio dei Padri dell’Osservanza di Acri, essi gli chiesero il motivo del ritorno e, una volta che fu spiegato loro, essi dissero che era una bugia del Reverendo, perché da Nazareth non vogliono mai accompagnare un solo pellegrino fino a Gerusalemme, ma tanti insieme per avere una paga più alta.
Il giorno dopo arrivò in porto un bastimento, che era anch'esso dell’ambasciatore di Francia, al quale Legrenzi si inchinò ottenendo la compassione dell’ambasciatore e un nuovo passaggio per Giaffa. Durante il viaggio in mare Legrenzi vide le varie città di mare che poi descrive nei capitoli successivi, Caifa, Rama, Cesarea, il Castello dei Pellegrini fino ad arrivare al porto di Giaffa, primo luogo dove poter ricevere la Santa Indulgenza. Da lì Legrenzi si spostò due giorni a Rama per poi partire per Gerusalemme.
Quando la carovana arrivò a Gerusalemme tutti lasciarono le proprie armi ad un giannizzero che le teneva in custodia, rendendole al momento della ripartenza del gruppo; una volta giunti in città andarono al Convento di San Salvatore, rifugio e alloggio degli europei e dei religiosi, per andare dal Padre Guardiano a farsi accogliere ed assegnare le stanze, e poi a compiere i vari riti religiosi, come la lavanda dei piedi.

### Pellegrinaggi in Terra Santa e rientro
Una volta sistemato, Legrenzi iniziò il pellegrinaggio nei luoghi sacri, prima a Gerusalemme (che successivamente descrive) poi fuori dalla città, percorrendo la Via Dolorosa e visitando ad esempio il Tempio della resurrezione del Signore con il Santo Sepolcro, la Porta Giudiziaria, la Casa di Santa Veronica, la Casa d’Erode e molti altri luoghi storici, sia da solo che con l’ambasciatore che lo aveva accompagnato, descrivendo minuziosamente lo stato in cui si trovano, e ripercorrendo, durante la Settimana Santa, tutti i passaggi della passione di Cristo, come facevano i pellegrini all’epoca.
Legrenzi racconta ad esempio il pellegrinaggio a Betania, a Betlemme, al Monte degli Ulivi e anche quello al Monte Sion, all’epoca vietato dai dervisci turchi, possessori del luogo; lui riuscì ad entrare grazie alla sua professione, in quanto stava servendo il Cadì per una sua favorita inferma.
Le informazioni pratiche che vengono offerte da Legrenzi sono molte, tra cui la lista completa di tutte le tasse da pagare dai viaggiatori nei vari pellegrinaggi in Terrasanta; ad esempio nel pellegrinaggio fino al Fiume Giordano, pericoloso per le scorrerie dei briganti, il pascià di Gerusalemme offriva una scorta al costo di 15 talleri a testa. In generale per visitare tutta la Terra Santa partendo da Giaffa secondo Legrenzi servono circa 150 talleri.
Quando giunse il momento del ritorno verso Aleppo, Legrenzi decise di seguire la via di Nazareth per vedere i luoghi che ancora non aveva avuto occasione di visitare, e attese solo la licenza del Padre Reverendo, che cercava di trattenerlo il più possibile per curare dei religiosi che avevano delle ferite in seguito ad alcune colluttazioni; dopo aver curato il gruppo, Legrenzi prese la benedizione del Padre Reverendo e partì da Gerusalemme per Aleppo, passando per Sichar e Sebaste in Samaria. Una volta arrivati in Galilea, la carovana di Legrenzi decise di lasciare la via per il rischio di scorribande, e di passare per le terre seminate per giungere fino a Nazareth e poi, dopo qualche giorno di riposo, fino a Acri.
Ad Acri Legrenzi soggiornò a casa di un mercante veneto suo amico, Andrea Visinoni, per godere di maggiore libertà prima di partire per Tiro e Sur, fino ad arrivare a Sidone e Beirut.
Sulla strada del ritorno, verso Tripoli, sul fiume Naraelchelb che significa Fiume del Cane, Legrenzi vide un cane scolpito in marmo che anticamente giaceva in riva al mare; nel 1677 il fratello di Andrea Visinoni, Nicolò, tagliò la testa al cane di marmo per offrirlo in dono al nobile Marin Garzoni. Infine, da Tripoli, Legrenzi tornò ad Aleppo insieme a due mercanti inglesi.

## Seconda parte

### Da Aleppo fino all'imbarco per l'India
Il viaggio in India di Legrenzi segue le tappe principali della strada più battuta dell’epoca (il percorso è molto simile a quello di Pietro Della Valle); partì da Aleppo insieme a una grande carovana con numerosi mercanti armeni al seguito di Pedros (mercante capo di carovana con cui Legrenzi fece amicizia), diretti alla città di Tabriz, una delle più grandi di Persia.
Legrenzi percorse la parte di strada più difficile, lunga circa quindici giorni, che era necessario compiere insieme a una carovana per evitare le scorribande degli arabi, attraversando il deserto siriano fino al fiume Eufrate; una volta arrivata al fiume la carovana impiegò alcuni giorni a trasportare le merci e i cammelli sull'altra sponda, permettendo a Legrenzi di riposarsi. Sul fiume Legrenzi fa una riflessione sulla povertà delle genti di questi luoghi, affermando che il paese ottomano è miserabile vista la rovina, la desolazione e la fatica che occorre per trovare cose positive da raccontare.
Successivamente la carovana proseguì in Mesopotamia, passando per Chares e Diarbecquir, sul fiume Tigri, per poi imbarcarsi sullo stesso fiume, passando attraverso l’Assiria e incontrando varie città minori fino a Baghdad, che viene descritta minuziosamente da Legrenzi. 
Da Baghdad Legrenzi tagliò internamente verso la Persia (non dirigendosi verso Bassora anche se era la via più comune), passando da Tauris, capitale della Media, Ardovin, Casbin, Cum, per poi, mediante una via più lunga a causa di alcune colluttazioni, raggiungere la Partia e la capitale Esfahan.
A qualche miglio da Isfahan dei gabellieri fecero pagare una tassa del 5% sul carico portato a tutta la carovana, tranne che a olandesi e inglesi, che avevano l’esenzione; Legrenzi non dovette pagare visto che stava marciando insieme agli olandesi, e non dichiarò la sua cittadinanza veneziana, allo stesso modo degli armeni, che per evitare di pagare il dazio fingevano di essere olandesi o inglesi.
Isfahan viene descritta in maniera simile alle altre città arabe e persiane incontrate, mettendo l’accento sulla presenza delle moschee, del palazzo reale, descritto con dovizia di particolari, e del bazar.
Qua Legrenzi mette da parte il racconto per fare un excursus riguardante le origini, le leggi, la religione e i costumi di armeni e persiani, ritenuti nobili e amanti delle scienze, soffermandosi sulle frizioni tra persiani e turchi relative alla religione e sulle superstizioni del popolo persiano, come non mangiare mai alimenti toccati da individui di altra religione, e non bere dalla stessa caraffa dalla quale ha bevuto un turco o un infedele.
Ripartito da Isfahan insieme a cinque altri europei ed alcuni armeni, Legrenzi proseguì nella provincia di Fars, arrivando in città come Persepoli, Shiraz per arrivare sul mare nella provincia di Lar, a Bandar Abbas, dove si trovavano tre compagnie europee che commerciavano con le Indie; francese, inglese, olandese (considerata la migliore viste le esenzioni che può vantare grazie alla sua importanza nell'economia locale), ognuna con il proprio palazzo e con lo stendardo in mostra. Da lì, dopo nove mesi di viaggio per terra, si imbarcò per Surat, in India.

### La permanenza in India
Partito da Bandar Abbas insieme a due signori olandesi, imbarcato su una nave mercantile, Legrenzi partì il 17 novembre 1678 superando l'isola di Ormus e Mascate; nel Golfo Persico la nave fu affiancata da corsari che continuarono a minacciare il bastimento fino all'altezza di Sindi, dove si lasciarono sfuggire la nave, ormai uscita dal Golfo. L'attracco a Surat avvenne per Natale 1678.
Legrenzi nota, nella sua descrizione della città, che le mura della città sono italiane; parla inoltre dell'internazionalità di Surat, dove ci sono sia le compagnie mercantili di Inghilterra, Francia e Olanda, sia un nutrito gruppo di religiosi cappuccini, missionari fino nelle Indie.
Una volta visitata la città Legrenzi ebbe il desiderio di andare a Aurangabad, visto che sapeva della presenza di un veneziano, cosa rara nelle Indie, alla corte del Gran Mogol, ovvero Niccolò Manucci; molto probabilmente invece Legrenzi voleva lavorare per la corte come medico, quindi invece di proseguire verso Goa ed il territorio portoghese come la maggior parte dei viaggiatori prima di lui, andò ad Aurangabad.
Dopo una descrizione geografica sommaria dove Legrenzi indica tutti i regni di cui è composta l'India, parlando anche dei possedimenti olandesi, portoghesi e inglesi, lo scrittore si sofferma sui vari cibi esotici indiani (in particolare i frutti) e sulla mancanza di vino e olio. Infine fa il punto sul clima indiano parlando della stagione delle piogge, prima di tornare a raccontare il suo viaggio compiuto in carrozza da Surat a Daulatabad.
Legrenzi parla spesso della presenza degli europei ed in particolare degli italiani in India, parlando dei mestieri di queste persone e dei loro guadagni; dice appunto che trovare veneziani è cosa molto rara, e allo stesso tempo è noto che altre nazioni in quel periodo avevano molti uomini nelle città indiane. Ad esempio a Daulatabad, descrive la fortezza, che ha un cannone maneggiato da più ufficiali europei che soggiornano là con buon pagamento; nota poi il fossato, opera degli europei anch’esso.

### Alla corte dei Mogori
Una volta giunto ad Aurangabad Legrenzi descrive il palazzo reale, definito come maestoso con un gran trono sul quale siede il principe, figlio del re Aurangzeb.
Quando parla dei Mogori inoltre, Legrenzi scende maggiormente nel dettaglio raccontando le varie mansioni che gli europei avevano a corte, e raccontando dell’incontro con Niccolò Manucci, dipinto ambiguamente per quanto riguarda da un lato la sua gentilezza e la sua importanza a corte, dall’altro la sua incapacità in ambito medico. Parla di Manucci come di un signore molto accreditato a corte, medico del Principe, con uno degli stipendi più elevati, ovvero 300 rupie indiane al mese; si consolò del fatto che uno dei pochi veneti in India avesse avuto tanta fortuna, e parla dei loro lunghi colloqui, dove Legrenzi racconta ciò che è accaduto alla Repubblica di Venezia negli ultimi 30 anni, nei quali Manucci era all’estero. É molto probabile che i due parlassero in veneziano, anche se non ci sono certezze su questo.
Legrenzi racconta anche che il Principe tiene un corpo di milizie di varie nazioni tra cui alcuni europei che maneggiavano l’artiglieria; questi venivano pagati molto dal Re dei Moghul, più di quanto ogni principe in Europa potesse mai corrispondere loro, arrivando a stipendi che andavano dalle 50 alle 300 rupie; molti europei quindi han tentato di entrare nella guardia del principe, rimanendo però delusi dall’esito, visto che non era semplice entrare al servizio senza avere conoscenze a corte.
Legrenzi parla anche delle spese che servono per mantenersi a corte dai Moghul, notando come servono uno o due cavalli, vari bei vestiti, affrontare le spese dei viaggi, avere servi, rendendo più difficile di quanto si pensasse la sopravvivenza a corte. Difatti, quando la corte si dovette spostare a Delhi, molte milizie si trovarono in difficoltà economica avendo speso tutto ciò che avevano, e dovendo spendere ancora per gli animali da viaggio, le carrozze e per i vari preparativi.
Dopo aver raccontato le cerimonie dei giorni successivi al suo arrivo, Legrenzi provò a chiedere a Manucci se poteva rimanere anche lui a corte, chiedendo di raccomandarlo al Principe dei Mogori. Quando Manucci accettò, Legrenzi lo ringraziò assicurando che era interessato solo a vedere questi paesi e le loro cose più interessanti, ma che aveva comunque idea di tornare a casa a rivedere i parenti, mentre Manucci stava chiaramente aspettando la morte del Re in modo che lui, al seguito del principe, potesse salire di rango diventando il medico personale del Re.
Quando Legrenzi disse che non voleva restare a corte a lungo, a detta sua Manucci rimase confuso, in quanto era desideroso che Legrenzi rimanesse per insegnargli qualcosa di medicina, arte nella quale Manucci era carente (cosa assolutamente vera, in quanto Manucci non aveva mai avuto fondamenti di medicina ma aveva iniziato a praticare senza una base di studi).
In questo periodo il Principe Massan volle spostare la corte a Delhi prima della stagione delle piogge, cambiando quindi anche la destinazione di Legrenzi che, invece di andare a Goa, decise di seguire la corte del Moghul e Manucci fino a Delhi, dove rimase per un anno seguendo la corte, aiutato da un interprete armeno che gli permettesse di interagire.
Prima di raccontare il periodo a Delhi, Legrenzi descrive le città di Brampur, Agra (senza citare il Taj Mahal), e il regno di Guzarate, soffermandosi inoltre sulla composizione della carovana reale, che possedeva anche elefanti (ai quali dedica un capitolo intero, come anche ai leoni) oltre che cammelli, cavalli, e carrozze per i nobili. Dopo aver raccontato l'arrivo a Delhi, Legrenzi scrive una serie di capitoli riguardanti appunto gli animali incontrati, il regno dei Mogori, con i loro usi e costumi, parlando ad esempio dei palanchini, o delle pagode.

### Ritorno ad Aleppo e ultimi eventi
Una volta congedatosi, Legrenzi, sentendo nostalgia di casa, tornò fino a Surat e si imbarcò nuovamente in una nave francese, il 4 febbraio 1680; passò stavolta da Bassora, città portuale dove approdano tutte le barche che vogliono portare mercanzie in Arabia, Persia e Turchia. Qua Legrenzi compie un excursus riguardante usi e costumi di turchi e arabi, che ancora mancava all'interno del libro.
Successivamente Legrenzi risalì il Tigri fino a Baghdad, quindi attraversò il deserto della Mesopotamia e della Siria fino all'arrivo ad Aleppo, dove rimase per altri quattordici anni. In questi anni scoppiò un'altra guerra tra l'Impero Ottomano e la Repubblica di Venezia, e Legrenzi si adoperò per far fuggire il vice-console di Venezia ad Aleppo, Giovanni Negri, in serio pericolo di vita visto che aveva debiti con i turchi. Legrenzi riuscì a far fuggire il Negri dalla Casa Consolare dove era confinato durante il Ramadan, il 24 agosto 1684, grazie a una fune calata da una finestra.
Legrenzi racconta quindi delle pestilenze che ha dovuto affrontare ad Aleppo nel 1687 e nel 1692, ed infine del suo rientro in patria il 13 luglio 1694, imbarcandosi su bastimenti francesi ad Alessandretta e, dopo aver visto Creta, Malta e la Sicilia, attraccando a Livorno e proseguendo il viaggio via terra, passando tra le altre da Pisa, Firenze, Ferrara, per poi giungere finalmente a Monselice, nella villa di famiglia dove abitava il fratello Francesco.